# Zoo di Dublino

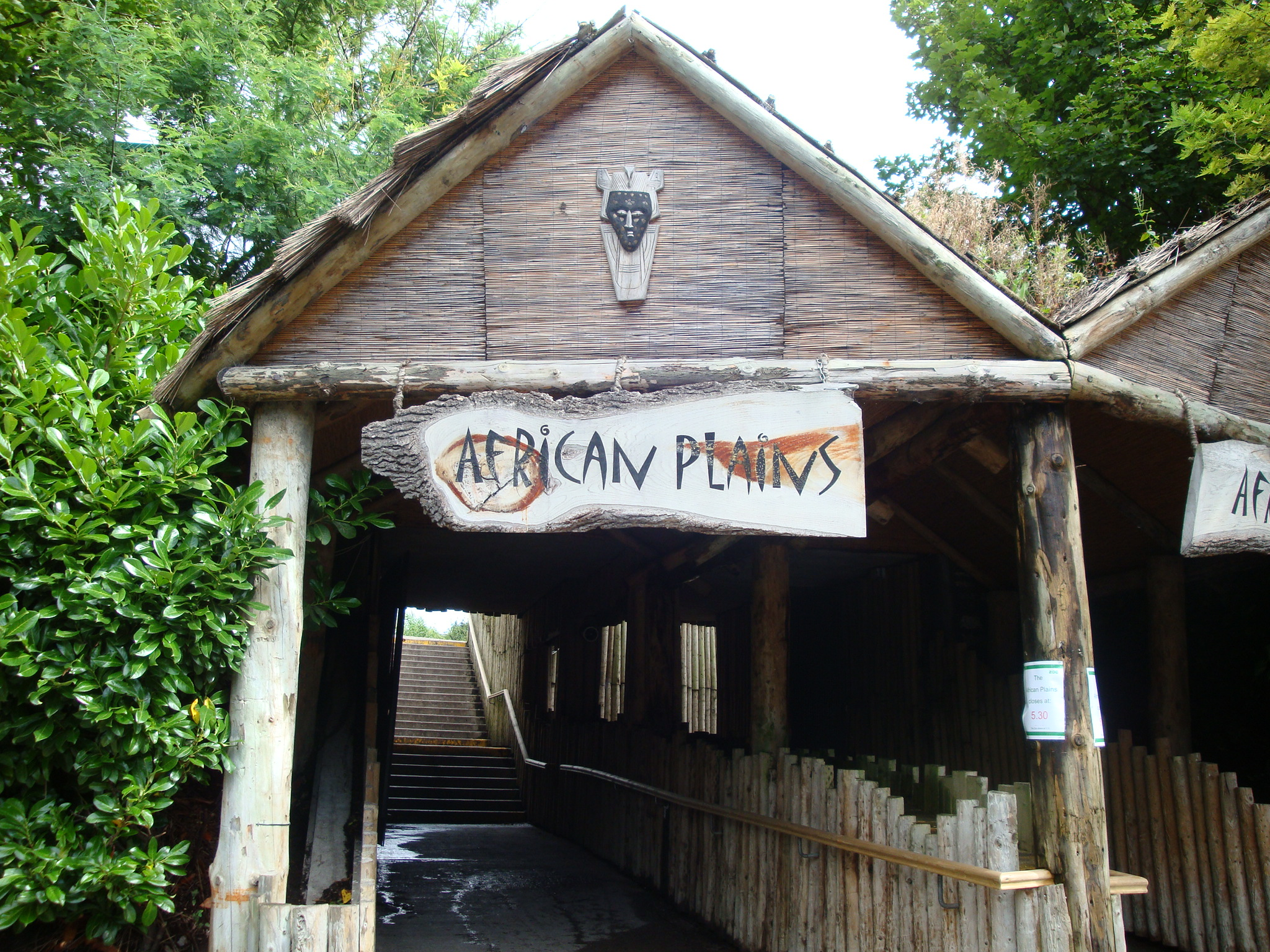
L'ingresso dell'African Plains

Lo zoo di Dublino (in irlandese:  Zú Bhaile Átha Cliath) è il più grande giardino zoologico dell'Irlanda e una delle principali attrazioni di Dublino. È stato costruito nel 1830 ed è il quarto zoo scientifico del Mondo dopo lo zoo di Vienna, il London Zoo e il Jardin des Plantes di Parigi.
Lo zoo occupa 28 ettari di Phoenix Park e ospita centinaia di specie di animali selvaggi e uccelli tropicali. È diviso in diverse aree chiamate World of Cats, World of Primates, Fringes of the Arctic, African Plains, Birds, Reptiles, Plants, City Farm ed Endangered Species, dove vengono allevate anche molte specie protette e a rischio estinzione. All'interno della struttura sono anche fornite lezioni sulla conservazione degli animali.

## Storia
- Lo zoo è stato aperto al pubblico il 1º settembre del 1831. Gli animali, 46 mammiferi e 72 uccelli, furono donati dallo zoo di Londra.
- Nel 1833 l'entrata dello zoo con l'originale stile cottage fu costruita al costo di 30 sterline.
- Nel 1838 per celebrare l'incoronazione della Regina Vittoria, lo zoo ospitò circa 20 000 persone, che a tutt'oggi rappresenta il maggior numero di visitatori in un giorno.
- Nel 1844 il giardino riceve la sua prima giraffa.
- Nel 1855 si insediò la prima coppia di leoni che diedero alla luce i primi cuccioli due anni dopo.
- I rettili fanno la loro comparsa nel 1876
- Nel 1898 viene costruita la prima sala da tè